# GM2900
GM2900 — автомобильная среднеразмерная платформа, разработанная концерном General Motors и дебютировавшая в 1988 году, когда был представлен Opel Vectra A. Предполагалось, что она лишь заменит платформу J, на который была основана Opel Ascona и предшествующее поколение Cavalier, но в итоге получила довольно широкое распространение. Модели на её основе производил латиноамериканский филиал Chevrolet, подразделения GM Saturn, Holden и даже Saab.
В 2002 году на смену GM2900 пришла платформа Epsilon I, хотя Saab продолжила использовать удлинённую и немного модернизированную версию GM2902 на своей Saab 9-5 вплоть до 2010 года, когда было представлено второе поколение, уже на базе Epsilon II. В дальнейшем промышленное оборудование, производившее первое поколение 9-5, было продано BAIC, которая с помощью инженеров Saab начала разработку новых моделей под брендом Senova.

## Модели
- Opel Vectra A (1988—1995)
  - Vauxhall Cavalier Mk.3
  - Chevrolet Vectra A (1993—1996)
- Opel Vectra B (1995—2002)
  - Vauxhall Vectra
  - Holden Vectra (1996—2002)
  - Chevrolet Vectra B (1997—2005)
- Opel Calibra (1990—1997)
  - Holden Calibra
  - Vauxhall Calibra
- Saab 900NG
- Saab 9-3
- Saab 9-5
- Saturn L-Series
- Senova D70[3]